# Luna 16
Luna 16 (ryska: Луна-16) var en sovjetisk rymdsond i Lunaprogrammet. Rymdsondens huvuduppgift var att ta ett markprov på månen och återföra det till jorden. Farkosten återförde 101 gram markprov från månen, vilket var Sovjetunionens första markprover från månen.
Rymdsonden sköts upp den 12 september 1970, med en Proton-K/D raket. Farkosten gick in i omloppsbana runt månen den 17 september 1970. Efter att både den 18 och den 19 september genomfört korrigeringar av sin omloppsbanan landade farkosten i nordöstra delarna av Mare Fecunditatis på månen den 20 september 1970. Knappt en timme efter landningen aktiverades en arm på rymdsonden som borrade en 35 centimeter djupt hål i månens yta. Materialet från borrhålet flyttades till en kapsel i rymdsondens topp. Ungefär ett dygn efter landningen sköts kapseln upp från månen. Kapseln landade tre dagar senare i Kazakstan.

### Fotnoter
1. ↑  ”NASA Space Science Data Coordinated Archive” (på engelska). NASA. https://nssdc.gsfc.nasa.gov/nmc/spacecraft/display.action?id=1970-072A. Läst 25 mars 2020.